# Börü – Die Wölfe
Börü – Die Wölfe ist eine türkische Miniserie, die 2018 auf Star TV ausgestrahlt wurde. Am 28. Dezember 2018 erschien die Fortsetzung  Börü. Zudem erschien 2021 die Spin-off-Serie Börü 2039, die auf BluTv ausgestrahlt wurde.

## Inhalt
Börü erzählt die Geschichte einer Spezialeinheit der türkischen Polizei, der „Polis Özel Harekat“, deren Elite-Team unter dem Funkcode 34-50 operiert. Das Team besteht aus besonders ausgebildeten und erfahrenen Mitgliedern, die in gefährlichen Einsätzen agieren und für ihre kompromisslose Vaterlandstreue bekannt sind. Die Handlung spielt in einer Zeit wachsender Bedrohungen für die innere Sicherheit der Türkei und thematisiert sowohl den Kampf gegen terroristische Organisationen als auch die Infiltration staatlicher Strukturen durch feindliche Gruppen.
Im Mittelpunkt steht der Schattenkrieg, in dem die Grenzen zwischen Freund und Feind zunehmend verschwimmen. Die Ereignisse kulminieren in der Nacht des Putschversuchs vom 15. Juli 2016, als die Zentrale der Spezialeinheit bombardiert wird. In dieser Krisensituation bereitet sich das Team auf einen letzten, entscheidenden Einsatz vor. Der Film bzw. die Serie begleitet die Einheit bei ihren Einsätzen und beleuchtet gleichzeitig die persönlichen Opfer und die moralischen Herausforderungen, mit denen die Mitglieder konfrontiert sind.

## Besetzung und Synchronisation
Die deutschsprachige Synchronisation entstand nach dem Dialogbuch von Felix Strüven sowie unter der Dialogregie von Menno Brenkman und Henning Gehrke durch die Synchronfirma Creative Sounds Germany.
| Rolle               | Schauspieler      | Synchronsprecher     |
| ------------------- | ----------------- | -------------------- |
| Kaya Ülgen          | Serkan Çayoğlu    | Tobias Brecklinghaus |
| Asena Tümer         | Ahu Türkpençe     | Julia von Tettenborn |
| Chief İrfan Aladağ  | Mesut Akusta      | Gilles Karolyi       |
| Kemal Boratav       | Murat Arkın       | Stefan Naas          |
| Turan Kara          | Emir Benderlioğlu | Michael-Che Koch     |
| Zeynep              | Melis Hacic       | Sara Wegner          |
| Tolga Erlik         | Can Nergis        | Markus J. Bachmann   |
| Chief Turgut Atalay | Gürol Tonbul      | Dirk Hardegen        |

## Produktion und Veröffentlichung
Die Serie wurde vom 28. Februar 2018 bis 11. April 2018 auf Star TV ausgestrahlt. In Deutschland kam die Serie am 21. Dezember 2018 auf Netflix heraus. Die Produzenten der Serie waren Alper Çağlar und Doruk Acar. Regie führten Can Emre und Cem Özüduru. Die Drehbücher schrieben Alper Çağlar, Cem Özüduru, Emre Sirel und Can Emre. In den Hauptrollen spielen Serkan Çayoğlu, Mesut Akusta, Ahu Türkpençe, Murat Arkın, Emir Benderlioğlu, Melis Hacic und Fırat Doğruloğlu.

## Episoden
| Nr. (ges.) | Nr. (St.) | Deutscher Titel               | Originaltitel            | Erstausstrahlung USA | Deutschsprachige Erstausstrahlung (D/A/CH) |
| ---------- | --------- | ----------------------------- | ------------------------ | -------------------- | ------------------------------------------ |
| 1          | 1         | Manchmal gewinnen die Monster | Bazen Canavarlar Kazanır | 28. Feb. 2018        | 21. Dez. 2018                              |
| 2          | 2         | Weiß wie Schnee               | Kar Gibi Beyaz           | 7. März 2018         | 21. Dez. 2018                              |
| 3          | 3         | Selbst wenn du hässlich wärst | Çirkin Olsan Bile        | 14. März 2018        | 21. Dez. 2018                              |
| 4          | 4         | Viertel                       | Mahalle                  | 21. März 2018        | 21. Dez. 2018                              |
| 5          | 5         | Die Apokalypse nähert sich    | Mahşerin Ayak Sesleri    | 4. Apr. 2018         | 21. Dez. 2018                              |
| 6          | 6         | Das Ende aller guten Dinge    | Her Güzel Şeyin Sonu     | 11. Apr. 2018        | 21. Dez. 2018                              |